# LÉ Macha (01)
LÉ Macha (01) (изначальное название HMS Borage (K120)) — корвет типа «Флауэр», служивший в составе ВМС Ирландии с 1946 по 1970 год.

## История
Корвет типа «Флауэр», названный HMS Borage (K120), был построен для ВМС Великобритании в 1942 году и в годы войны занимался сопровождением арктических конвоев. 15 ноября 1946 года он был продан Ирландии и вошёл в состав её военно-морских сил, получив имя Macha, которое носят несколько персонажей ирландской мифологии, включая богиню войны.
В 1948 году «Маха» перевезла останки Уильяма Батлера Йейтса в Драмклифф, графство Слайго, для перезахоронения. Весь путь занял 17 дней: «Маха» зашла в Гибралтар и во Францию. Останки передал посол Ирландии во Франции Шон Мёрфи в местечке Рокбрюн-кап-Мартен. В Ницце состоялась церемония прощания с участием почётного караула из французских альпийских стрелков: впервые в истории Франции воинские почести отдавались гражданскому человеку. Судно прибыло в Голуэй, а останки затем отправили в графство Слайго, где и предали земле.
22 ноября 1970 года корабль был выведен из состава флота и продан для разделки на металл.